# Xã Wood Lake, Quận Benson, Bắc Dakota
Xã Wood Lake (tiếng Anh: Wood Lake Township) là một xã thuộc quận Benson, tiểu bang Bắc Dakota, Hoa Kỳ. Năm 2010, dân số của xã này là 522 người.